# Euneognathia gigas
Euneognathia gigas är en kräftdjursart som först beskrevs av Frank Evers Beddard 1886.  Euneognathia gigas ingår i släktet Euneognathia och familjen Gnathiidae. Inga underarter finns listade i Catalogue of Life.